# Elsöprő túlerő
Az Elsöprő túlerő (ismert Sose kevesebbet és Soha olyan kevés címeken is, eredeti cím: Never So Few) 1959-ben bemutatott amerikai háborús film. Rendezője John Sturges. Főbb szereplői Frank Sinatra, Gina Lollobrigida, Peter Lawford, Charles Bronson, Dean Jones és Steve McQueen. A stáblistában nincsenek feltüntetve az alábbi ázsiai színészek: Mako, George Takei és James Hong.
A film története laza kapcsolatban áll a ténylegesen megtörtént „OSS Detachment 101” incidenssel, amit Tom T. Chamales 1957-es regénye ír le. Sinatra szerepe Tom Reynolds kapitányként a valóságban is létező OSS tiszt (és későbbi illinois-i seriff) Meredith Rhule figuráján alapul.

## Cselekménye
|  | Alább a cselekmény részletei következnek! |

A történet Tom Reynolds kapitány (Frank Sinatra) és társai, Grey Travis kapitány (Lawford), és Bill Ringa őrmester (McQueen) története, akik Burmában kacsin katonákat képeznek ki a második világháború alatt a japán betolakodók elleni harcra, bár parancsnokaik nem támogatják ezt.
1943-ban Burmában egy amerikai és egy brit egység csatlakozik a bennszülött kacsin katonákhoz, hogy visszaverjék a japánok támadásait. Az egységet közösen vezeti Tom C. Reynolds amerikai, és Danny De Mortimer brit kapitány, a kacsin vezető, Nautaung irányításával. Az egység egyre frusztráltabb lesz, mert fárasztó a szolgálat, korlátozottak a készleteik és hiányos az orvosi ellátásuk.
Egy váratlan japán támadásban, amelyet visszavernek, Tom segítője, Bye Ya életveszélyesen megsérül, gyomorlövést kap, amit még morfiummal sem tudnak ellátni. Tom tudva, hogy társára az elkerülhetetlen és gyötrő halál vár, kiküldi az embereit a sátorból, majd agyonlövi a sebesültet.
Néhány nappal később Tom és Danny Kalkuttába mennek, ahol sofőrjük Bill Ringa tizedes.
Este találkoznak a terület parancsnokával, Fred Parkson ezredessel, aki bemutatja őket egy gazdag kereskedőnek, Nikko Regasnak és barátnőjének, Carla Vesarinak (Gina Lollobrigida). Tom azonnal vonzónak találja a lányt, és táncolni hívja, ő azonban elutasítja a férfit. Mielőtt távoznának az estéről, Nikko meghívja őket a Himalája közelében álló nyaralójába.
Másnap a főparancsnokságon Tom orvost követel az egységének, de Parkson közli vele, hogy kevés az orvosi állományuk, és neki magának kell kerítenie egyet, akire majd vigyáznia is kell. Parkson váratlanul kéthetes szabadságra küldi az egységet. Tom ezt hallva ragaszkodik hozzá, hogy a kacsinok is megkapják ugyanezt a szabadságot. Amikor Parkson beleegyezik, Tom Ringát kéri maga mellé segítőnek.
Tom, Danny és Ringa Cowagába utaznak és a hotelben Nikkótól kapnak egy üzenetet, aki bulira hívja őket. A bulin Tom Carlát keresi, és másnapra is találkozót beszél meg vele, bár a lány hidegen bánik vele.
A következő reggelen Tom és Carla kilovagolnak, majd visszatérésük után Danny is csatlakozik hozzájuk egy kirándulásra a Himalája falvaiba. A kirándulás alatt Danny megbetegszik. Nikko házába visszatérve tévesen tífusznak diagnosztizálja a betegségét Grey Travis katonaorvos, bár Danny ragaszkodik hozzá, hogy csak a maláriája újult ki. Néhány vizsgálat után Travis kelletlenül elismeri, hogy tévedett. Nikko felajánlja, hogy maradjanak nála Danny felépüléséig. Nikko, látva Tom vonzódását Carlához, figyelmezteti a lányt az amerikaiak megbízhatatlanságára.
Miután Nikko elutazik Kína felé, Carla több időt tölt Tommal, bár továbbra is elutasítja a férfi udvarlását. Danny felépülése után Tom meglepi Carlát azzal a bejelentéssel, hogy hagyja ott Nikkót, mert el akarja venni feleségül.
Visszatérnek a hegyekbe az egységükhöz, nem sokkal karácsony előtt. Azonban nem tudnak zavartalanul ünnepelni, mert a japánok megtámadják őket. Tom megsebesül. Ringa megtudja egy elfogott japán katonától, hogy a támadást megtervezték egy belső információ alapján. Nautaung csalódottan fedezi fel, hogy egyik embere, Billingsley, és egy bennszülött lány az árulók. Nautaung a rituális kivégzésüket rendeli el, ahogy az ilyenkor szokás.
Tom és a többi sebesült a Kalkuttai légibázis kórházába kerül. Itt Parkson azt a parancsot adja Tomnak, hogy támadja meg az Ubachi leszállópályát, a kínai határ közelében. Amikor Tom tiltakozik, mondván, ehhez nincs meg a felszerelésük, Parkson megnyugtatja, hogy kínai szövetségeseik majd ellátják őket.
Carla meglátogatja Tomot, és meghívja, hogy maradjon vele, ha felépül. Az egységéhez való visszatérése előtt Tom meglátogatja Carlát, de csalódottan veszi tudomásul a luxuskörülményeket, amelyekkel a lány körülveszi magát Nikko pénzéből. Tom kritizálja Carlát emiatt, majd dühösen otthagyja.
Tom csatlakozik az egységéhez és megkezdik a támadást. A plusz ellátmányt szállító konvoj nem érkezik meg időben, Tom ennek ellenére úgy dönt, hogy folytatják a támadást. A küldetés sikeres, de Nautaung és néhány amerikai katona meghal. Visszavonulás közben az egység megtalálja a megsemmisített szállítókonvoj maradványait, és bizonyítékokat találnak arra vonatkozóan, hogy a támadást lázadó kínaiak követték el. Tom üldözni akarja őket Danny tiltakozása ellenére. Megtalálják a kínai tábort, és a raktárban több tucat amerikai katona dögcéduláját és személyes holmiját. Danny lefordítja az egyik iratot, melyben a Chung King kormány meghatalmazza a felkelőket „a határok megvédésére idegen hatalmak ellen” (vagyis burkoltan az amerikai katonák meggyilkolására). Tom felébreszti és elfogja a kínai katonákat a táborban. Amikor azonban rádión jelenti a főhadiszállásnak, azt a parancsot kapja, hogy azonnal térjenek vissza, mert a kínaiak tiltakoztak a behatolásuk ellen Kínába. Mialatt Tom és Danny a teendőket vitatják meg, egy kínai katona meglepi őket, és megöli Dannyt. Tom üzenetet küld a főhadiszállásnak, ebben visszautasítja a parancsot, és megöleti a foglyokat Ringával.
Visszatérve Burmába Tom előlépteti Ringát alhadnaggyá és az egység műveleti parancsnokává nevezi ki, ő maga pedig elutazik Kalkuttába, ahol azonban házi őrizetbe kerül gyilkosság vádjával. Carla meglátogatja Tomot, és bevallja neki, amit korábban nem mondhatott el, hogy Nikko a titkosszolgálatnak dolgozik és ő, Carla az asszisztense. Carla azt tanácsolja Tomnak, mondja azt, hogy csak a harc hevében hatolt be Kínába, ő azonban visszautasítja ezt. Később Parkson és Sloan tábornok meglátogatják Tomot, aki megmutatja nekik a kínai felhatalmazásokat. Sloan azt tanácsolja neki, hogy ne mutogassa ezeket, és azt követeli tőle, hogy kérjen bocsánatot a kínai kormány képviselőjétől. Tom ezt visszautasítja és megmutatja Sloannak a meggyilkolt amerikai katonák dögcéduláit, melyeket a kínai táborban talált. Egy csapat katonai pszichiáter érkezik, hogy megállapítsák, Tomnak van-e valamilyen mentális zavara. Tom azonban nem akar velük együttműködni.
Megérkezik a kínai kormány képviselője, ekkor Sloan váratlanul Tom mellé áll, és azt követeli, hogy a gyilkosságokért felelős lázadó vezért vonják felelősségre, Kína kérjen bocsánatot a történtekért az Egyesült Államoktól. A képviselő távozásával Sloan felfedi, hogy a Chung King kormány már elnézést kért, egyúttal megígérték, hogy kivizsgálják az ügyet. Tomot felmentik a vádak alól. Gyorsan találkozik Carával, mielőtt visszatérne az egységéhez.
A film ezen a ponton jelentősen eltér a regénytől, amelyben Reynolds meghal, a filmben azonban életben marad és valamikor később valószínűleg feleségül veszi Carlát.
Egy másik Sinatra-filmben éppen fordítva történik a dolog: a Von Ryan's Express c. háborús filmben Sinatra meghal az utolsó jelenetben, amikor a foglyok vonatát igyekszik utolérni; a könyvben azonban életben marad.
|  | Itt a vége a cselekmény részletezésének! |

A filmet Burmában, Thaiföldön és Srí Lankán forgatták.

## Szereposztás
- Frank Sinatra mint Tom Reynolds kapitány
- Gina Lollobrigida mint Carla Vesari, Nikko barátnője
- Peter Lawford mint Travis kapitány, katonaorvos
- Steve McQueen mint Ringa tizedes
- Richard Johnson mint Danny De Mortimer kapitány
- Paul Henreid mint Nikko Regas
- Brian Donlevy mint Sloan tábornok
- Dean Jones mint Jim Norby őrmester
- Charles Bronson mint John Danforth őrmester
- Philip Ahn mint Nautaung, a kacsinok vezetője
- Robert Bray mint Fred Parkson ezredes
- George Takei mint „kórházban lévő katona” (nincs a stáblistán)

## Steve McQueen
Eredetileg Sammy Davis Jr. kapta volna meg Ringa szerepét, de Sinatra eltávolíttatta, miután Davis azt nyilatkozta egy rádióinterjúban, hogy ő jobban énekel Sinatránál. Steve McQueen addig még csak egy tévésorozatban szerepelt, a Wanted: Dead or Alive-ban és egy horrorfilmen, a The Blobban. Az Elsöprő túlerő volt az első komoly filmje, ebben kezdődött közös munkája John Sturges rendezővel, aki Steve McQueen átütő sikerű filmjét is rendezte az azt követő évben, A hét mesterlövészt, majd a klasszikussá vált A nagy szökést is (1963).
Az eredeti amerikai moziplakáton csak Sinatra és Lollobrigida neve volt feltüntetve, de az 1967-es újbóli megjelenéskor már McQueen neve is a plakáton volt.

## Kritikai fogadtatás
A kezdeti közepes kritikák után a kritikusok dicsérték a filmet az akciók sorrendjéért, de nem tetszett nekik a romantikus mellékszál, ami lehúzta a történetet. Az újonc Steve McQueen kapta a dicséretek többségét.